# Antonín Dvořák

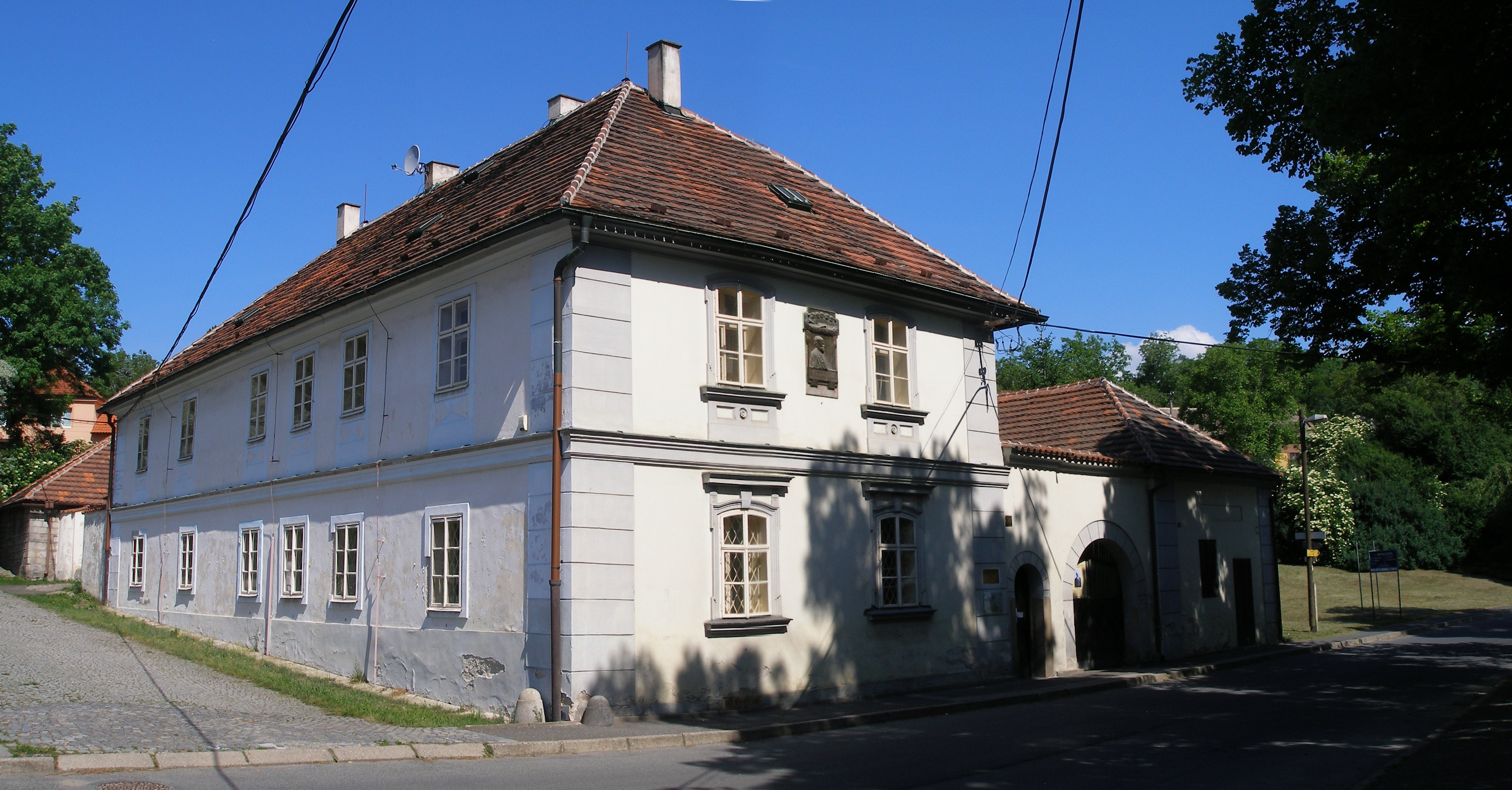
Dom rodzinny w Nelahozevsi

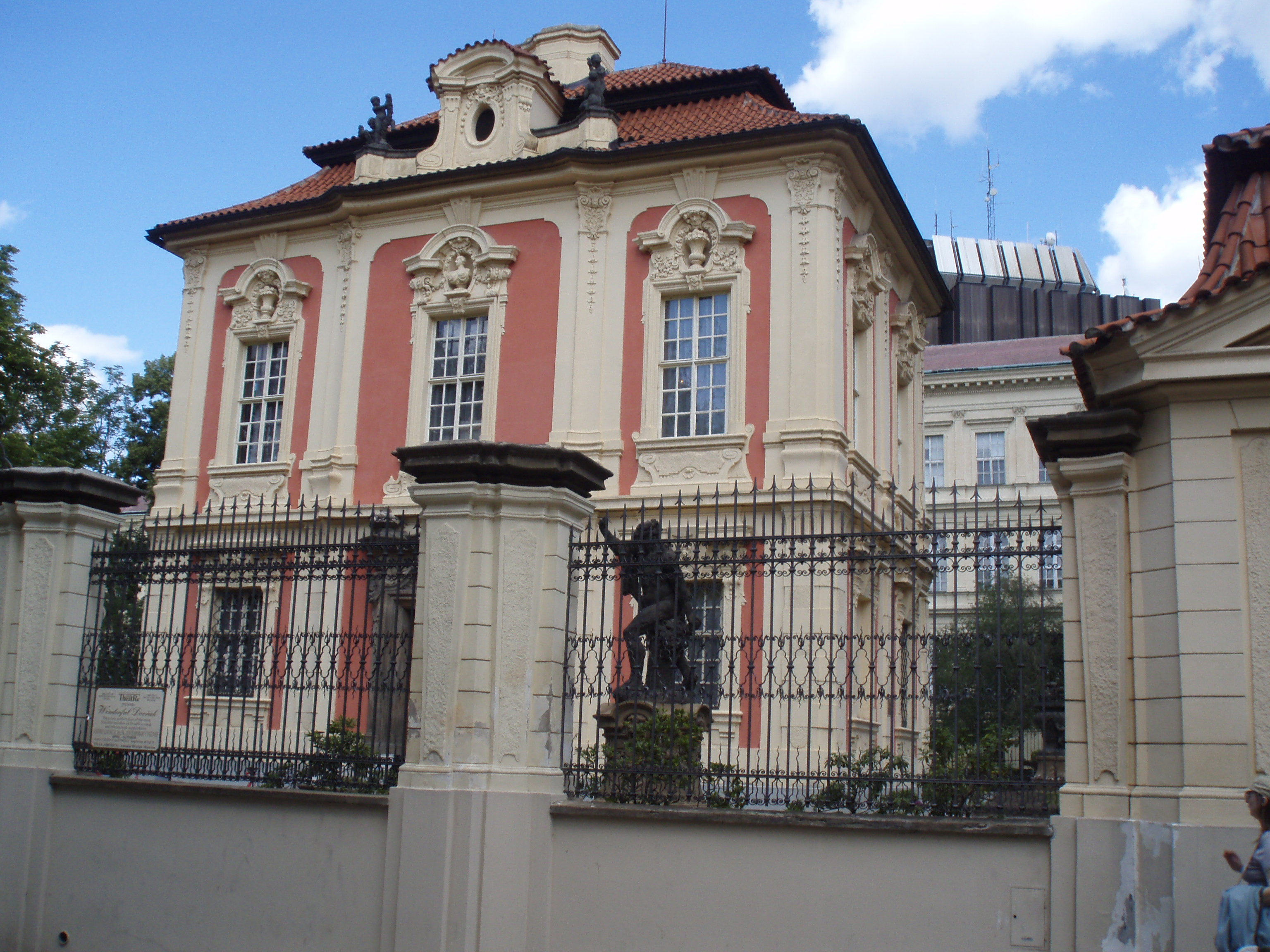
Muzeum Antonína Dvořáka w letnim pałacyku Amerika w Pradze

Antonín Leopold Dvořák (ur. 8 września 1841 w Nelahosevsi, zm. 1 maja 1904 w Pradze) – czeski kompozytor, dyrygent i pedagog.
Był czołowym przedstawicielem czeskiej muzyki narodowej (obok Bedřicha Smetany). Komponował symfonie (najbardziej znana Z Nowego Świata, 1893), kwartety smyczkowe, opery, poematy symfoniczne, pieśni, msze, utwory fortepianowe oraz koncerty – w tym najsłynniejszy Koncert wiolonczelowy h-moll op. 104, o którym Johannes Brahms pisał: „Gdybym wiedział, że wiolonczela jest zdolna do takich rzeczy, sam bym napisał ten koncert”.

## Życiorys
Antonín Dvořák urodził się i dorastał w miejscowości Nelahozeves niedaleko Pragi. Jego ojciec František był rzeźnikiem. W latach 1853–1856 młody Antonín Dvořák przebywał w miejscowości Zlonice, gdzie zaopiekował się nim miejscowy kantor i organista Antonín Liehmann, który uczył go gry na skrzypcach, fortepianie i organach. W wieku 16 lat przeniósł się do Pragi, by studiować grę organową w Praskiej Szkole Organowej. Jednocześnie grał na altówce w orkiestrze Teatru Tymczasowego (późniejszego praskiego Teatru Narodowego) pod kierownictwem Bedřicha Smetany. Podjął również pracę jako organista kościoła św. Wojciecha na praskim Nowym Mieście.

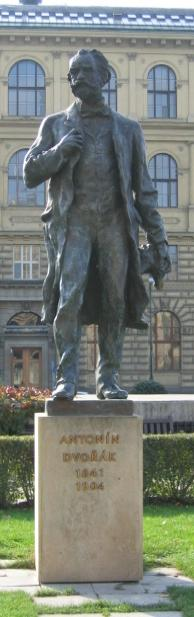
Pomniki Dvořáka przed praskim Rudolfinum

Bardzo wcześnie rozpoczął swoją działalność kompozytorską. 17 listopada 1873 wziął ślub z Anną Čermákovą. Żona Dvořáka zwróciła się o ocenę prac męża do Johannesa Brahmsa, który polecił Dvořáka berlińskiemu wydawcy Simrockowi. To właśnie dla niego Dvořák napisał w 1878 pierwszą część Tańców Słowiańskich, która zyskała entuzjastyczne recenzje. Zajął się również dyrygenturą. W 1884 został zaproszony do Londynu, aby poprowadzić swoje Stabat Mater, dzieło wokalno-instrumentalne, napisane po śmierci jednej z córek.
W 1891 w Birmingham miało miejsce prawykonanie Requiem pod dyrekcją kompozytora (czeska premiera miała miejsce w Národním divadle w Pradze w kwietniu 1892). Dzięki licznym sukcesom Dvořák otrzymał doktorat w Pradze i Cambridge oraz w konserwatorium praskim, gdzie wychował wielu znakomitych czeskich kompozytorów jak Vítězslav Novák i Josef Suk.
W 1892 Dvořák został zaproszony do Stanów Zjednoczonych. Założycielka Narodowego Konserwatorium w Nowym Jorku, Jeanette Thurber chciała pozyskać Dvořáka jako kierownika tejże instytucji. Początkowo wahający się kompozytor przyjął w końcu tę propozycję; w czasie pobytu w Stanach skomponował w 1895 dziewiątą symfonię, jedno ze swych najgłośniejszych dzieł. Jego grób znajduje się na cmentarzu wyszehradzkim w Pradze.

## Twórczość
Twórczość Antonína Dvořáka jest syntezą muzyki epok klasycyzmu i romantyzmu. Siła i całkowita jednorodność oraz absolutna indywidualność są obecne przede wszystkim w orkiestracji i instrumentacji. Jego twórczy rozwój przebiegał w kilku etapach: pierwsze kompozycje wyrastały z fascynacji muzyką Beethovena i Schuberta, drugi etap jego starań mieści się już w sferze osobistych odczuć, ujawniając swoiste podejście do percypowania muzyki ze strony formalnej i treściowej.
Trzeci okres jest typowym ukłonem w stronę rodzimej tradycji muzycznej i zwrotem ku czeskim inspiracjom muzycznym (kantata Hymnus, Moravské dvojzpěvy). Szczególnego zabarwienia dodała muzyce Dvořáka dbałość o typowo słowiański charakter twórczości, którym wzbogacił światową muzykę.
Podczas pobytu a Ameryce uległ inspiracjom muzyki afroamerykańskiej i indiańskiej, co objawiło się w jego IX Symfonii Z nowego świata. W ostatnim okresie twórczości muzyka Dvořáka nabiera dojrzałego, indywidualnego kolorytu połączonego z inspiracjami czeskimi bajkami, podaniami i legendami, zwłaszcza ludowymi (opery Diabeł i Kasia, Rusałka).
Antonín Dvořák napisał 9 symfonii, kilka poematów symfonicznych, wielkie utwory instrumentalne (Tańce słowiańskie (Slovanské tance)), utwory wokalne i wokalno – instrumentalne (Stabat Mater, Święta Ludmiła (Svatá Ludmila), Requiem, Te Deum), 5 uwertur koncertowych, wiele utworów kameralnych (w tym najsłynniejszy kwartet smyczkowy F-dur, tak zwany „Amerykański“), koncerty (skrzypcowy, wiolonczelowy i fortepianowy), pieśni (Pieśni biblijne – Biblické písně), muzykę chóralną, utwory fortepianowe (fortepianowa wersja Tańców słowiańskich, wersja orkiestrowa powstała później), 10 oper (najsłynniejsze: Rusałka, Jakobín, Diabeł i Kasia (Čert a Káča), Dimitrij i Armida). Czczony na całym świecie, zmarł nieoczekiwanie w Pradze 1 maja 1904 roku.
Dokumenty i inne pamiątki pozostałe po kompozytorze (autografy, korespondencja, dokumenty, dzieła plastyczne, ówczesne fotografie, programy, plakaty), umieszczone są w Muzeum Antonína Dvořáka, które od momentu swojego powstania w 1932 roku znajduje się w barokowym letnim pałacyku Amerika w Pradze.

## Odznaczenia
W 1889 roku odznaczony został Orderem Korony Żelaznej III klasy.
W 1901 roku został podwyższony przez Franciszka Józefa I do stanu szlacheckiego z tytułem Ritter von Dvořák.

## Przegląd wybranych kompozycji

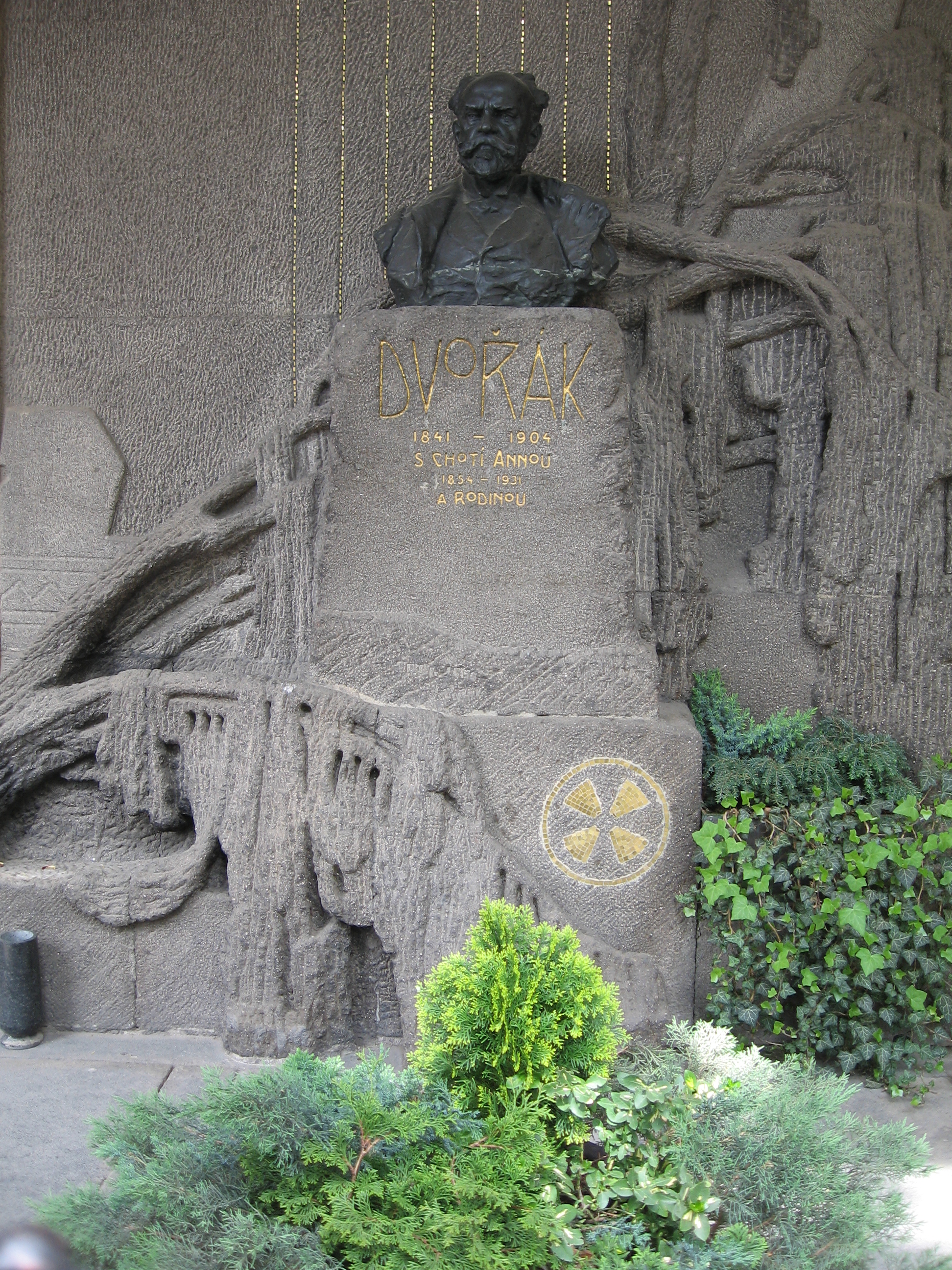
Grób Antonína Dvořáka na cmentarzu wyszehradzkim w Pradze

Twórczość Antonína Dvořáka jest bogata zarówno ze względu na swoją liczebność, jak i na szerokie spektrum występujących w nim form – liczy niemal 120 opusów, z których większość stanowią wielkie dzieła orkiestrowe i wokalno-instrumentalne oraz muzyczno-dramatyczne.

### Symfonie

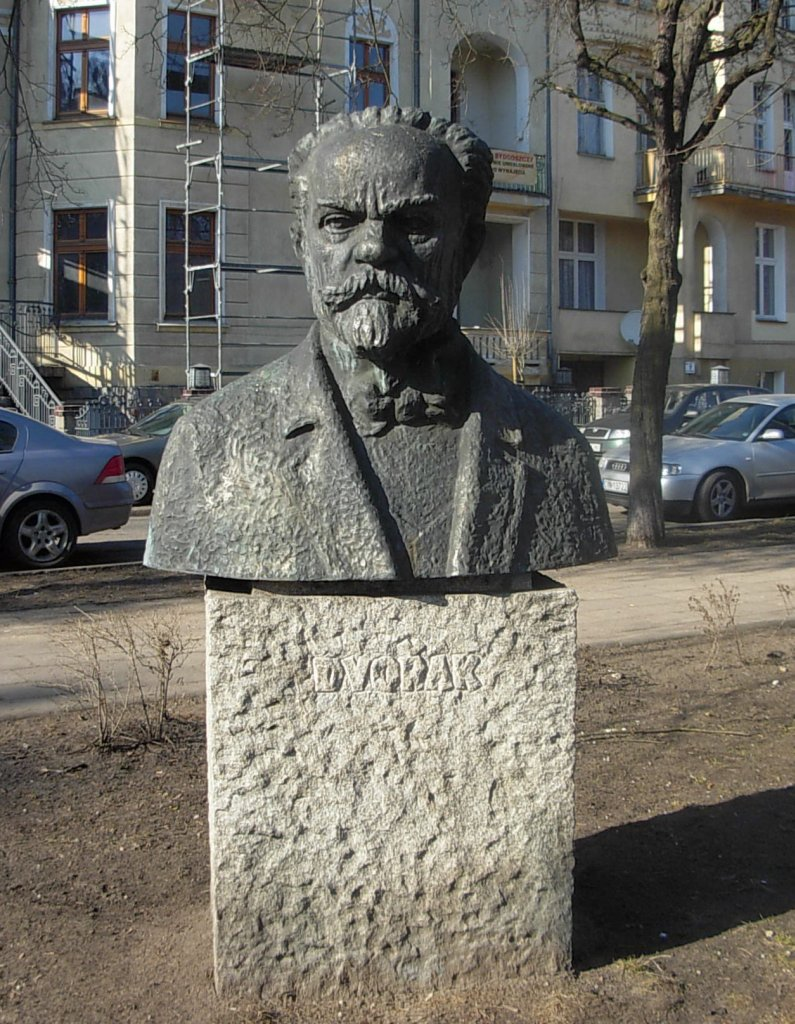
Popiersie Antonína Dvořáka w Bydgoszczy (w parku Jana Kochanowskiego jako jeden z posągów galerii pomników kompozytorów i wirtuozów)

- I symfonia c-moll – „Zlonickie dzwony”, 1865
- II symfonia B-dur op. 4, 1865
- III symfonia Es-dur op. 10, 1873
- IV symfonia d-moll op. 13, 1874
- V symfonia F-dur op. 76, 1875
- VI symfonia D-dur op. 60, 1880
- VII symfonia d-moll „Londyńska” op. 70, 1885
- VIII symfonia G-dur op. 88, 1889
- IX symfonia e-moll „Z Nowego Świata” op. 95, 1893
- Symfonia Neptun, 1893 (niedokończona)

### Dzieła wokalno-instrumentalne, oratoria, kantaty, msze
- Hymn „Spadkobiercy Białej Góry” (Dědicové Bílé hory) op. 30, 1872 (przeredagowany w 1880 i 1885)
- Stabat mater op. 58, 1877
- Psalm 149 (Žalm 149) op. 79, 1879 (1887 opracowanie na chór i orkiestrę)
- Ślubna koszula (Svatební košile), op. 69, 1884
- Święta Ludmiła (Svatá Ludmila) op. 71, 1886
- Msza D-dur op. 86, 1887 (wersja z partią organów), 1892 (z orkiestrą)
- Requiem b-moll op. 89, 1890
- Te Deum, op. 103, 1892

### Opery
- Alfred, 1870
- Król i węglarz (Král a uhlíř), 1871, 2.wersja – op. 14, 1874
- Tvrdé palice op. 17, 1874
- Wanda op. 25, 1875
- Chłop – szelma (Šelma sedlák) op. 37, 1877
- Dymitr (Dimitrij) op. 64, 1882, 2.wersja – 1894
- Jakobin op. 84, 1888, 1897 (częściowo przerobione)
- Diabeł i Kasia (Čert a Káča) op. 112, 1899
- Rusałka op. 114, 1900
- Armida op. 115, 1903

### Koncerty

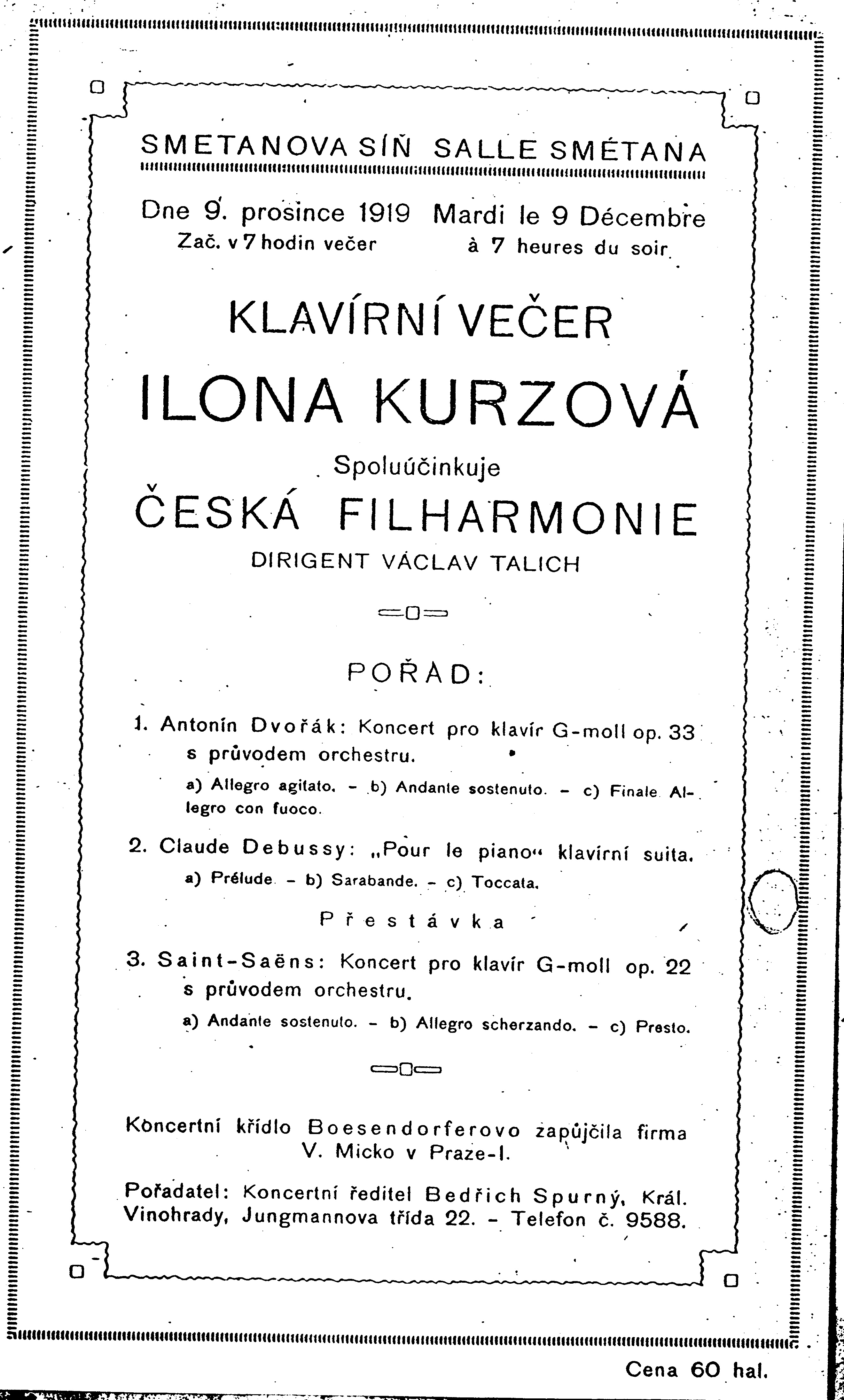
Premiera koncertu fortepianowego g-moll op. 33 9 grudnia 1919, w wykonaniu: Viléma Kurza, Ilony Kurzovej, Czeskiej filharmonii pod dyrekcją Václava Talicha

- Koncert A-dur na wiolonczelę i fortepian, 1865
- Romance f-moll na skrzypce i orkiestrę op. 11, 1873/1877
- Koncert fortepianowy g-moll op. 33, 1876 (zmienione 1919)
- Koncert skrzypcowy a-moll op. 53, 1879 (zmienione 1880)
- Koncert h-moll na wiolonczelę i orkiestrę op. 104, 1895

### Poematy symfoniczne, utwory orkiestrowe i suity
- Poemat symfoniczny (Rhapsodie a moll) op. 14, 1874
- Wariacje symfoniczne na orkiestrę op. 78, 1877
- Rapsodia słowiańska op. 45 (D-dur, g-moll, As-dur), 1878
- Suita Czeska op. 39, 1879
- Legendy op. 59, 1881
- Husycka op. 67, uwertura, 1883
- Karnawał op. 92, uwertura koncertowa, 1891
- Scherzo capriccioso op. 66, 1883
- Suita A-dur op. 98B, 1895
- Wodnik op. 107, poemat symfoniczny na podstawie ballady Karela Jaromíra Erbena, 1896
- Polednice op. 108, poemat symfoniczny na podstawie ballady Karela Jaromíra Erbena, 1896
- Złoty kołowrotek (Zlatý kolovrat) op. 109, poemat symfoniczny na podstawie ballady Karela Jaromíra Erbena, 1896
- Drewniany gołąb (Holoubek) op. 110, poemat symfoniczny na podstawie ballady K.J. Erbena, 1896
- Pieśń heroiczna (Píseň bohatýrská) op. 111, poemat symfoniczny, 1899
- Tańce słowiańskie op. 46 – I część, 1878
- Tańce słowiańskie op. 72 – II część, 1887

### Muzyka kameralna
- Kwintet smyczkowy G-dur, op. 77, 1875
- Kwintet fortepianowy A-dur, op. 81, 1887
- Kwintet smyczkowy Es-dur, op. 97, 1893
- Kwartet smyczkowy Es-dur „Słowiański”, op. 51, 1879
- Kwartet smyczkowy F-dur „Amerykański”, op. 96, 1893
- Kwartet smyczkowy As-dur, op. 105, 1895

### Utwory fortepianowe
- Silhouety, op. 8, 1879** Mazurky op. 56, 1880
- Dumka a furiant op. 12, 1884
- Poetické nálady op. 85, 1889
- Suita A dur op. 98, 1894 (później także w wersji na orkiestrę)
- Humoreski op. 101 (najsłynniejsza nr 7, Ges-dur)
- Tańce słowiańskie op. 46 – I część, 1878
- Tańce słowiańskie op. 72 – II część, 1886
- Legendy op. 59, 1881

### Pieśni i muzyka chóralna
- Čtyři písně op. 82, 1888 (nr 1 Kéž duch můj sám)
- Písně milostné op.83, 1888 (nr 2 V tak mnohém srdci mrtvo jest)
- Biblické písně op. 99, 1894
- Ave Maria op. 19B, 1877
- Ave Maris Stella op. 19B, 1879
- Moravské dvojzpěvy op. 20 (sopran, tenor + fortepian), 1875
- Moravské dvojzpěvy op. 29, 32 (sopran, alt + fortepian), 1876
- Moravské dvojzpěvy op. 38 (sopran, alt + fortepian), 1877
- Kytice z českých národních písní op. 41, 1877
- Z kytice národních písní slovanských op. 43, 1878
- Pět sborů na texty litevských národních písní op. 27, 1878
- Čtyři sbory op. 29, 1876
- V přírodě op. 63, 1882

## Posłuchaj
- W przypadku problemów z odtwarzaniem zobacz instrukcję obsługi